# ISO 3166-2:LR
ISO 3166-2:LR – kody ISO 3166-2 dla Liberii.
Kody ISO 3166-2 to część standardu ISO 3166 publikowanego przez Międzynarodową Organizację Normalizacyjną. Kody te są przypisywane głównym jednostkom podziału administracyjnego, takim jak np. województwa czy stany, każdego kraju posiadającego kod w standardzie ISO 3166-1.
Aktualnie (2017) dla Liberii zdefiniowano kody dla 15 hrabstw.
Pierwsza część oznaczenia to kod Liberii zgodnie z ISO 3166-1, natomiast druga część oznaczenia znajdująca się po myślniku to dwuliterowy kod jednostki administracyjnej. 

## Kody ISO
| Kod ISO | Nazwa jednostki administracyjnej | Rodzaj jednostki administracyjnej |
| ------- | -------------------------------- | --------------------------------- |
| LR-BG   | Bong                             | hrabstwo                          |
| LR-BM   | Bomi                             | hrabstwo                          |
| LR-CM   | Grand Cape Mount                 | hrabstwo                          |
| LR-GB   | Grand Bassa                      | hrabstwo                          |
| LR-GG   | Grand Gedeh                      | hrabstwo                          |
| LR-GK   | Grand Kru                        | hrabstwo                          |
| LR-GP   | Gbarpolu                         | hrabstwo                          |
| LR-LO   | Lofa                             | hrabstwo                          |
| LR-MG   | Margibi                          | hrabstwo                          |
| LR-MO   | Montserrado                      | hrabstwo                          |
| LR-MY   | Maryland                         | hrabstwo                          |
| LR-NI   | Nimba                            | hrabstwo                          |
| LR-RG   | River Gee                        | hrabstwo                          |
| LR-RI   | River Cess                       | hrabstwo                          |
| LR-SI   | Sinoe                            | hrabstwo                          |